# Стари Перковци
Стари Перковци су насељено место у саставу општине Врпоље у Бродско-посавској жупанији, Република Хрватска.

## Историја
До територијалне реорганизације у Хрватској налазили су се у саставу старе општине Славонски Брод.

## Становништво
На попису становништва 2011. године, Стари Перковци су имали 1.123 становника.

## Попис1991.
На попису становништва 1991. године, насељено место Стари Перковци је имало 1.157 становника, следећег националног састава:
| Попис 1991.‍   | Попис 1991.‍  | Попис 1991.‍ | Попис 1991.‍ | Попис 1991.‍ |
| ------------- | ------------ | ----------- | ----------- | ----------- |
|               |              |             |             |             |
| Хрвати        | Хрвати       |             | 1.144       | 98,87%      |
| Срби          | Срби         |             | 2           | 0,17%       |
| Југословени   | Југословени  |             | 1           | 0,08%       |
| Мађари        | Мађари       |             | 1           | 0,08%       |
| Македонци     | Македонци    |             | 1           | 0,08%       |
| Руси          | Руси         |             | 1           | 0,08%       |
| регион. опр.  | регион. опр. |             | 1           | 0,08%       |
| непознато     | непознато    |             | 6           | 0,51%       |
| укупно: 1.157 |              |             |             |             |